# Giro della Provincia di Reggio Calabria 1951
Il Giro della Provincia di Reggio Calabria 1951, dodicesima edizione della corsa, si svolse il 6 maggio 1951 su un percorso di 242,6 km, con partenza e arrivo a Reggio Calabria. La vittoria fu appannaggio dell'italiano Luciano Maggini, che completò il percorso in 7h18'38", alla media di 33,184 km/h, precedendo i connazionali Arrigo Padovan e Waldemaro Bartolozzi.

## Ordine d'arrivo (Top 10)
| Pos. | Corridore            | Squadra                | Tempo    |
| ---- | -------------------- | ---------------------- | -------- |
| 1    | Luciano Maggini      | Atala-Pirelli          | 7h18'38" |
| 2    | Arrigo Padovan       | Atala-Pirelli          | s.t.     |
| 3    | Waldemaro Bartolozzi | Atala-Pirelli          | a 2'53"  |
| 4    | Elio Brasola         | Wilier Triestina       | s.t.     |
| 5    | Remo Sabatini        | Bartali-Ursus          | s.t.     |
| 6    | Luciano Frosini      | Arbos-Talbot           | s.t.     |
| 7    | Dante Rivola         | Benotto-Ursus-Fiorelli | s.t.     |
| 8    | Lido Sartini         | Stucchi-Ursus          | s.t.     |
| 9    | Cesare Olmi          | Stucchi-Ursus          | s.t.     |
| 10   | Primo Volpi          | Bartali-Ursus          | s.t.     |